# Веймар-Беркский
|  |  |

|  |  |  |  |

|  |  |

|  |  |  |  |

|  |  |

|  |  |

|  |  |

|  |  |

|  |  |

|  |  |

|  |  |

|  |  |

|  |  |

|  |  |  |  |

| бывший электрифицированный подъездной путь к           |
| цементному заводу в Бад-Берке (разобран после 1994 г.) |

|  |  |

|  |  |

|  |  |

|  |  |

| 17,263 |
| 0,000  |

|  |  |

|  |  |

|  |  |

|  |  |

|  |  |

|  |  |

Веймар-Беркский (нем. Weimar Berkaer Bahnhof) — железнодорожная станция в городе Веймар в федеральной земле Тюрингия в Германии, на линии Веймар — Кранихфельд. Расположена на западе города, приблизительно в одном километре от его исторического центра. Находится в 2,2 км от станции Веймар, в 14,8 км от станции Бад-Берка и в 22,9 км от станции Кранихфельд.
В настоящее время является тупиковой станцией. Согласно классификации Deutsche Bahn AG относится к станциям категории 6.

## История
Станция была построена в 1887 году «Железнодорожной компанией Веймар - Берка - Бланкенхайн» (WBBE) на линии Веймар — Кранихфельд, с ответвлением Бад-Берка - Бланкенхайн, ныне не функционирующим. Узловая станция данной линии дала название станции Веймар-Беркский. Пассажирские перевозки по станции начались 15 мая 1887 года, а грузовые перевозки — 24 сентября 1887 года).
На станции был построен массивный двухэтажный вокзал, облицованный камнем, с кассами, залами ожидания, служебными помещениями для станционной работы и жилыми помещениями для железнодорожников, а также иные станционные постройки. Пакгауз представлял собой фахверковое здание. Крыши вокзала и пакгауза были покрыты шифером.
Изначально станция Веймар-Беркский была промежуточной, поезда следовали через нее далее в восточном направлении, до станции Веймар-Эрфуртские ворота. Но поскольку пути к ней были проложены непосредственно по мостовой Эрфуртер штрассе, застроенной домами с обеих сторон, то местные жители страдали от шума поездов и дыма и копоти от паровозов и энергично протестовали против эксплуатации данного учаска линии. В 1897 году им удалось добиться запрета ночного движения поездов за пределы станции Веймар-Беркский по Эрфуртер штрассе, а в 1906 году этот участок вообще был закрыт и вскоре демонтирован. Станция Веймар-Беркский стала тупиковой.
В 1925 году начались работы по реконструкции здания вокзала станции Веймар-Беркский. К зданию была добавлена двухэтажная пристройка с южной стороны. В ноябре 1926 года обновленный вокзал был открыт для публики.
С 1966 года на станции не осуществляется грузовая работа, с тех пор и по настоящее время Веймар-Беркский является исключительно пассажирской станцией.

## Пассажирское сообщение по станции
С 2012 года станции Веймар-Беркский обслуживается региональным маршрутом RB 26, следующим по линии Веймар — Кранихфельд между станциями Веймар и Кранихфельд. Ежечасно через станцию следует одна пара поездов: один поезд на Веймар и один на Кранихфельд. Маршрут обслуживается региональной железнодорожной компанией Erfurter Bahn.
Также от станции Веймар-Беркский время от времени совершаются поездки на исторических поездах под локомотивами из расположенного рядом Веймарского железнодорожного музея. Поезда следуют от бывшего локомотивного депо Веймар до станции Веймар-Беркский и обратно.